# مستقبل حسي

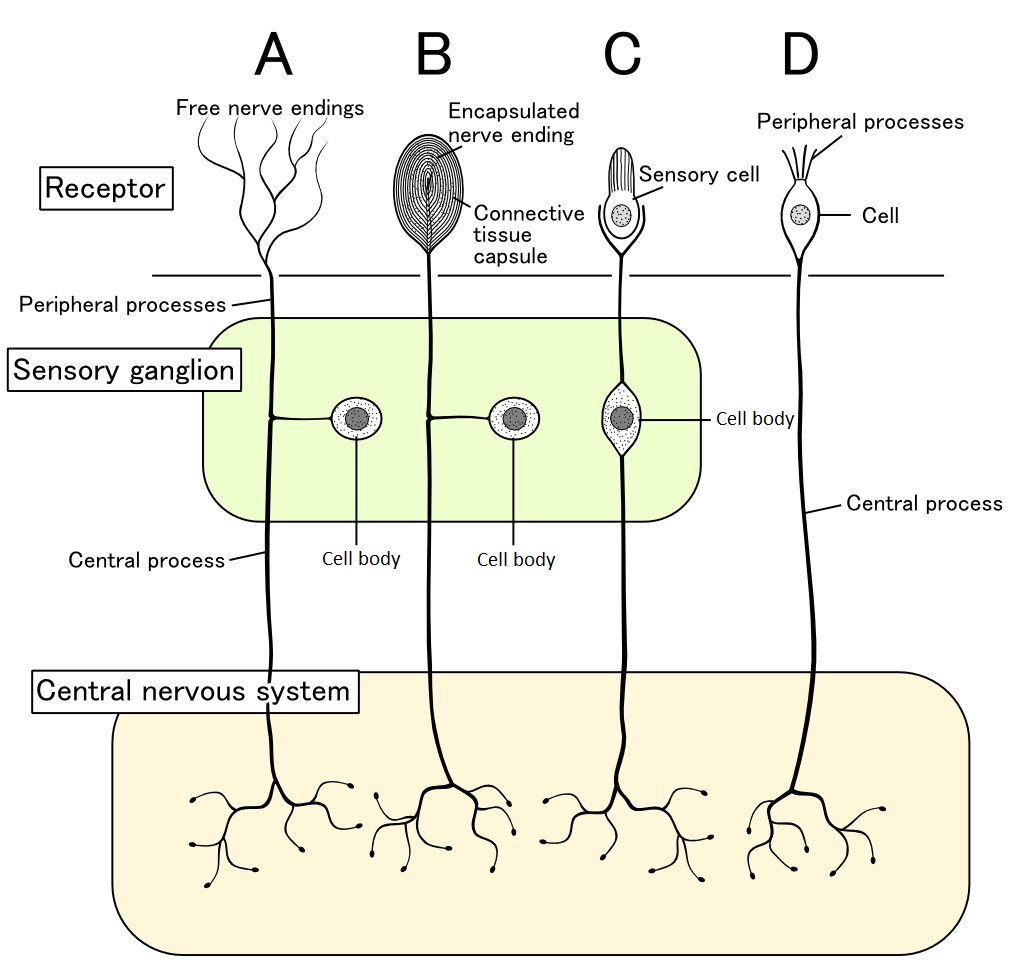

المستقبل الحسي يتمثل في جهاز الإحساس يمكن تفعيله عن طريق التحفيز من البيئة الداخلية أو الخارجية للكائن الحي، تنشأ على مستوى المستقبل الحسي السيالة العصبية الحسية إثر كل تنبيه فعال. كل مستقبل حسي يتأثر بمهيج نوعي أي كل مستقبل حسي له مهيج خاص به:
| المستقبل الحسي | مهيجه                                  |
| -------------- | -------------------------------------- |
| العين          | الضوء                                  |
| الأنف          | الروائح                                |
| الفم           | الأطعمة                                |
| الجلد          | البرودة-الضغط-الوخز السخونة-النعومة... |
| الأذن          | الصوت                                  |